# Nestor
Nestorij (grško Νεστόριος, latinizirano: Nestorios, latinsko Nestorius), carigrajski patriarh v letih 428–431,  *po 381; †okoli 451, Zgornji Egipt
Najbolj znan je kot začetnik herezije, ki se po njem imenuje nestorianizem. Kot predstavnik antiohijske šole se je boril proti novemu poimenovanju, ki so ga začeli takrat uporabljati za Marijo: θεοτόκος, Theotokos, 'Bogorodica'. Sam je namesto tega predlagal naziv Χριστοτόκος, Hristotokos, 'Kristusova Mati, Kristusova Porodnica'. Nestoriju je močno nasprotoval Ciril Aleksandrijski, predstavnik aleksandrijske šole.
Da bi končal spor, je cesar Teodozij II. leta 431 sklical Efeški koncil. Pri tem je bil nekoliko pristranski, saj je bilo znano, da je bil v Efezu izraz Theotokos zelo priljubljen. Na koncilu je Ciril Aleksandrijski izrabil priložnost, nastopil v bran poimenovanju Theotokos in dosegel, da so Nestorija razglasili za krivoverca. Na koncilu so potrdili pravilnost izraza Theotokos, niso pa do konca razrešili vprašanja Božje in človeške narave Jezusa Kristusa, zato je Efeškemu koncilu kmalu sledil Kalcedonski koncil.
Kmalu po koncilu so odstavili 17 škofov, ki so podpirali Nestorija. Leta 435 je Teodozij II. izgnal Nestorija v samostan v zgornjem Egiptu.
Nestorijeve spise so uničili in večino njegovih privržencev onemogočili. Nestorianizem se je ohranil le v Asirski cerkvi, pa še tam ne v popolnoma originalni obliki. V Asirski cerkvi velja Nestorij za svetnika – Mar Nestorios (sveti Nestorij).